# Patnanungan
Patnanungan là một đô thị cấp năm ở tỉnh Quezon, Philippines. Theo điều tra dân số năm 2007, đô thị này có dân số 12.825 người.

## Các đơn vị hành chính
Patnanungan, về mặt hành chính, được chia thành 6 khu phố (barangay).
- Amaga
- Busdak
- Kilogan
- Luod
- Patnanungan Norte
- Patnanungan Sur (Pob.)